# Oliver Zapel
Oliver Zapel (* 15. Januar 1968 in Georgsmarienhütte) ist ein ehemaliger deutscher Fußballspieler und heutiger Trainer.

## Stationen
Zapel spielte für den TuS Aumühle, 1990 ging er zu Bergedorf 85, spielte für den Verein in der Verbandsliga. Ab 1992 gehörte er dem SC Wentorf an, beim Bezirksligisten war er Mannschaftskamerad namhafter Spieler wie Peter Nogly (Spielertrainer), Bernd Wehmeyer und Matthias Ruländer.
1994 kam Zapel zu den Bergedorfern (inzwischen Oberliga) zurück. Im Herbst 1995 lag ihm ein Angebot des griechischen Erstligisten AE Larissa vor. Ein Wechsel kam jedoch nicht zustande. Zapel wechselte 1996 vom Oberliga-Absteiger Bergedorf 85 zum in derselben Spielklasse antretenden TuS Hoisdorf. Ein vorheriges Angebot von Holstein Kiel lehnte er ab. Für Hoisdorf erzielte Zapel in 137 Einsätzen 80 Tore, im Spieljahr 1998/99 wurde er Torschützenkönig der Oberliga Hamburg/Schleswig-Holstein. Anfang Januar 2001 schloss er sich dem SC Concordia Hamburg an, der damals an der Tabellenspitze der Verbandsliga Hamburg stand.
Im Sommer 2002 wechselte er vom SC Concordia zum Verbandsligisten Harburger TB. Im Jahr 2003 spielte er in derselben Liga für den USC Paloma Hamburg. Am 1. Juli 2005 wurde Zapel vom FC St. Georg-Horn als Spielertrainer verpflichtet. Im Sommer 2006 verließ Zapel den Verein. Zur neuen Saison verpflichtete ihn der TuS Hamburg als Spielertrainer. Nach einer Saison gingen der TuS Hamburg und er getrennte Wege. Zapel spielte ab Sommer 2007 beim SC Concordia II in der Landesliga und im weiteren Verlauf des Spieljahres 2007/08 auch für die erste Mannschaft Concordias in der Hamburg-Liga.
Im Juli 2009 wurde er vom Rahlstedter SC als Cheftrainer verpflichtet. Der Landesligist beendete die Zusammenarbeit im März 2010. Im Sommer 2010 wurde er Trainer des Bezirksligisten Barsbütteler SV, anschließend von 2012 bis 2016 Trainer beim SV Eichede. Den Verein führte Zapel 2016 zum Aufstieg in die Regionalliga.
Zur Saison 2016/17 übernahm Zapel die Drittligamannschaft der SG Sonnenhof Großaspach als Nachfolger von Rüdiger Rehm. Am 23. Mai 2017 wurde der bis 2018 laufende Vertrag aufgelöst, es wurden seinerzeit „grundlegend unterschiedlicher Auffassungen“ als Trennungsgrund genannt.
Am 13. November 2017 übernahm Zapel die in der 3. Liga antretende zweite Mannschaft von Werder Bremen von Florian Kohfeldt, der den Trainerposten der ersten Mannschaft übernommen hatte. Am 5. Februar 2018 wurde nach insgesamt drei Unentschieden und fünf Niederlagen die Zusammenarbeit beendet.
Von April bis Juni 2019 war Zapel Trainer des SC Fortuna Köln, mit dem er an den letzten vier Spieltagen der Saison 2018/19 den Drittliga-Klassenerhalt ermöglichen sollte, welcher jedoch nicht mehr gelang.
Zur Saison 2019/20 kehrte Zapel zur SG Sonnenhof Großaspach zurück, wo er einen bis zum 30. Juni 2020 gültigen Vertrag erhielt. Bereits am 16. Dezember 2019 wurde er nach dem Abschluss der Hinrunde im Anschluss an eine 1:2-Heimniederlage gegen den Tabellenletzten FC Carl Zeiss Jena entlassen. Großaspach lag zu diesem Zeitpunkt mit 16 Punkten aus 19 Spielen auf dem vorletzten Tabellenrang.
Zapel war anschließend ab Januar 2022 beim Regionalligisten 1. FC Phönix Lübeck tätig, im Juni 2023 ging seine Amtszeit aus privaten Gründen zu Ende. Er behielt die sportliche Leitung des JFV Lübeck und wurde Trainer der U19-Mannschaft. Er führte die U19 des JFV 2024 ungeschlagen zum Aufstieg in die Regionalliga. Nach der Saison 2024/25 beendete er seine Tätigkeit beim JFV Lübeck.

## Familie
Zapel ist verheiratet und hat zwei Kinder. Er gründete und leitet mit seiner Frau eine Video-Vermarktungsgesellschaft.